# Dansk Cricket Forbund
Der Dansk Cricket Forbund (DCF) ist der nationale Dachverband für Cricket in Dänemark. Der im Jahr 1953 gegründete Verband hat seinen Sitz in Kopenhagen. Seit 1966 vertritt er Dänemark beim Weltverband International Cricket Council (ICC) als Associate Member und seit 1997 beim Kontinentalverband European Cricket Council (ECC).

## Geschichte
Der Dansk Cricket Forbund (DCF) wurde 1953 in Odense durch 31 Clubs gegründet. 1966 wurde er Associate Member des International Cricket Council (ICC). Der DCF war außerdem 1997 Gründungsmitglied des europäischen Kontinentalverbandes European Cricket Council (ECC).

## Aufgabe
Der Dansk Cricket Forbund stellt die Dänemark vertretenden Cricket-Nationalmannschaften, einschließlich der für die Männer, Frauen und Jugend, zusammen. Der Verband ist außerdem verantwortlich für die Durchführung von T20I-Serien gegen andere Nationalmannschaften sowie die Organisation von Heimspielen und -turnieren. Neben der Aufstellung des Teams ist er verantwortlich für den Kartenverkauf, der Gewinnung von Sponsoren und der Vermarktung der Medienrechte.
Daneben organisiert der Verband das Kinder- und Jugend-Cricket in Dänemark.